# Матео Флеча Старший
Матео Флеча Старший (исп. Mateo Flecha el Viejo, кат. Mateu Fletxa el Vell; 1481, Прадес — 1553, монастырь Поблет) — композитор эпохи Возрождения из Арагона, более всего известный своими энсаладами. Прозвище «Старший» было дано ему, чтобы отличить от племянника — Матео Флечи Младшего, также композитора.

## Биография
Родился в 1481 году в арагонском городе Прадес (в настоящее время — провинция Таррагона). Возможно, изучал музыку в Барселоне у Хуана Кастелло. С декабря 1522 года работал в Кафедральном соборе Лериды, сначала в качестве певца, а, начиная с сентября 1523 года и до октября 1525 года, — капельмейстером. Считается, что впоследствии переехал в Гвадалахару, на службу к герцогу Диего Уртадо Мендосе, где он работал в течение шести лет.
Вероятно, позднее переехал в Валенсию, где взял на себя руководство капеллой герцога Калабрии или, по крайней мере, был связан с музыкальными кругами города. По крайней мере три его произведения появляются в сборнике Cancionero del duque de Calabria, также известном как Cancionero de Upsala.
Считается, что впоследствии он переехал в Сигуэнсу, где также был капельмейстером, вероятно, в 1537—1539 годах. С 1544 по 1548 год занимал ту же должность в замке Аревало, в капелле инфант Марии и Хуаны Кастильских, младших сестёр Филиппа II.
В конце жизни стал монахом и вступил в орден цистерцианцев, жил в монастыре Поблет, где руководил хором. Умер в 1553 году.

## Творчество
Матео Флеча известен в основном своими энсаладами. Эти развлекательные произведения  для четырёх или пяти голосов, бывшие очень популярными в аристократических кругах. В них часто смешивались тексты на разных языках: кастильском, итальянском, французском, португальском или латыни. Кроме энсалад Флеча сочинял песни в жанре вильянсико.
Считается автором популярной песни «Ríu ríu chíu».
Энсалады Флечи были собраны и опубликованы в Праге в 1581 году его племянником, Матео Флечей Младшим (Las ensaladas de Flecha). Из одиннадцати энсалад полностью сохранилось шесть: El jubilate, La bomba, La negrina, La guerra, El fuego и La justa. В остальных нет партий голосов, так как Флеча Младший опубликовал их в сокращении.
Некоторые кастильские исполнители на виуэле (Энрикес де Вальдеррабано, Диего Писадор, Мигель де Фуэнльяна) переложили отдельные произведения Флечи для голоса и виуэлы.